# Teodoric el Tresorer
Thierry (Teodoric IV d'Autun) o Teodoric el Tresorer (vers 820 † 882) fou comte d'Autun al segle ix, de la família dels Nibelúngides, fill de Khildebrand III i de Dunna.

## Biografia
A la mort del seu germà Eccard de Mâcon, es va apoderar de la vil·la de Perrecy. El 876, Bernat Plantapilosa, comte d'Alvèrnia, de Tolosa, d'Autun i d'altres llocs, va ser fet presoner a la batalla d'Andernach (octubre del 876) i el comtat d'Autun i altres llocs foren donats a Bernat de Gòtia; però aquest es va revoltar el 877, junt amb altres nobles: Bosó de Provença (Bosó de Vienne), Hug l'Abat (Hugues l'Abbé) de Nèustria i Bernat Plantapilosa de Tolosa i Alvèrnia (ja alliberat); Bernat de Gòtia governava (a més de l'Autun) a Septimània i a Berry-Aquitània; Carles el Calb va morir el 6 d'octubre de 877 però els rebels van continuar contra el seu fill i successor Lluís el Tartamut. Però el bisbe Hincmar de Reims va apartar a Bosó, Plantapilosa i Hug l'Abat de la coalició rebel; a la rebel·lió van restar Bernat de Gòtia i el seu germà Emenó, el seu oncle l'abat Goslí de Saint Denis, i l'altre oncle Gausfred del Maine. Lluís el Tartamut fou coronat el 8 de desembre de 877. El rei va aconseguir sotmetre el Maine i els seus aliats, i el Papa va convocar un concili a Troyes per condemnar a Bernat de Gòtia per la seva actuació contra Frotari bisbe de Bourges i com usurpador de béns eclesiàstics. L'11 de setembre del 878 el rei procedí a expropiar a Bernat dels seus honors i l'Autun fou llavors per Thierry o Teodoric, que era cambrer reial (Plantapilosa va rebre el Berry i Septimània). Bernat va resistir a la ciutat d'Autun fins al 879 i va morir després d'aquesta data sense que se'n coneguin els detalls, però Teodoric fou l'encarregat de capturar a Bernat i sembla que va aconseguir ocupar Autun i matar o fer fugir a Bernat. Lluís II va morir el 879 i Thierry O Teodoric va formar part dels principals consellers del nou rei Lluís III de França, amb Hug l'Abat i Bosó de Provença. Bosó reivindica el comtat d'Autun, i Thierry/Teodoric li va bescanviar per diverses abadies borgonyones.

## Matrimoni i nens
La seva esposa no és coneguda, però com el nom de Ricard apareix a la seva descendència, podria ser una filla de Ricard, comte d'Amiens. Va tenir com a fills a:
- Ricard[2]
- Teodoric, comte (¿palatí?).[3]
- Una filla casada amb Urso.[4]

Els seus tres fills són coneguts per haver restituït la vil·la de Perrecy a l'abat Teodebert el 885.